# いわき学検定
いわき学検定（いわきがくけんてい）とは、いわき地域学會が主催する福島県のいわき市に関する知識を問うご当地検定のひとつである。
2015年に第1回目となる検定試験が開催されている。

## 概要
1次と2次に分けて実施し、中学生以上であれば誰でも受験できる。1次試験はいわき市の歴史や時事問題などの4択問題であり、優秀な成績をおさめた者が2次試験の受験資格を得る。2次試験は記述問題となっている。1次試験の問題数と時間は100問90分であったが、第4回は70問60分となった。受験料は無料。
1次試験と2次試験の成績を総合的に評価し、特に優れていると認められる者に対し「いわき学博士号」が授与され、讃えられる。また氏名などが公表され「いわき学博士号第○号」として登録される。
問題内容は人口や気候、市民の生活などいわきの現状に関する問題から、歴史や文学、伝統行事、自然など幅広い分野から出題される。

## 関連書籍
- 『第1回いわき学検定試験問題』
- 『第2回いわき学検定試験問題』
- 『第3回いわき学検定試験問題』
- 『第4回いわき学検定試験問題』